# Marcy (New York)
Pour les articles homonymes, voir Marcy.
Marcy est une ville du comté d'Oneida (New York) de l’État de New York, au nord-est des États-Unis d’Amérique. La commune compte 9 469 habitants en l’an 2000. 